# HD 155358 b
HD 155358 b는 지구로부터 허큘리스자리 방향으로 142광년 떨어진 곳에 있는 항성 HD 155358 주위를 도는 외계 행성이다. 항성으로부터의 거리는 지구~태양 간격의 약 63 퍼센트이며 이심률은 그리 크지 않다. 최소 질량은 목성의 89퍼센트로(질량형으로 II에 속한다) 궤도 경사각이 정확히 밝혀질 경우 이 값은 더 커질 수 있다. 항성을 1회 도는 데 195일이 걸린다.
이 행성의 예상 표면 온도는 295 켈빈으로 지구와 거의 비슷하다. 수다르스키 행성 분류에 따르면 II형(물의 구름형)에 속한다. 만약 이 행성이 지구 비슷한 위성을 거느리고 있다면 이 위성에는 외계 생명체가 자라날 환경이 형성될 수도 있다.

## 같이 보기
- HD 155358 c